# Karangayar
Karangayar is een bestuurslaag in het regentschap Lumajang van de provincie Oost-Java, Indonesië. Karangayar telt 2221 inwoners (volkstelling 2010).